# Mycetophila juri
Mycetophila juri är en tvåvingeart som beskrevs av Lane 1955. Mycetophila juri ingår i släktet Mycetophila och familjen svampmyggor. Inga underarter finns listade i Catalogue of Life.